# Championnats de Belgique d'athlétisme 2004
Les Championnats de Belgique d'athlétisme 2004 toutes catégories se sont déroulés les 10 et 11 juillet au stade Roi-Baudouin à Bruxelles, à l'exception du lancer du marteau pour hommes, qui a eu lieu le 11 juillet à Anderlecht.
Le championnat national du 10 000 m hommes et femmes et le 3 000 m steeple pour dames ont eu lieu la semaine précédente,  le 7 juillet 2004 à Woluwe-Saint-Lambert.

## Résultats
| Hommes                | Prestation     | Catégorie         | Femmes                | Prestation          |
| --------------------- | -------------- | ----------------- | --------------------- | ------------------- |
| Patrick Stevens       | 10 s 43        | 100 m             | Kim Gevaert           | 11 s 14 (nat. rec.) |
| Anthonio Ferro        | 20 s 97        | 200 m             | Kim Gevaert           | 22 s 55             |
| Xavier De Baerdemaker | 47 s 23        | 400 m             | Sandra Stals          | 53 s 34             |
| Tom Omey              | 1 min 51 s 21  | 800 m             | Shanna Major          | 2 min 06 s 43       |
| Ridouane Es-Saadi     | 4 min 01 s 04  | 1 500 m           | Veerle Dejaeghere     | 4 min 13 s 80       |
| Tom Compernolle       | 14 min 05 s 49 | 5 000 m           | Fatiha Baouf          | 15 min 50 s 20      |
| Tom Van Hooste        | 28 min 58 s 15 | 10 000 m          | Mounia Aboulahcen     | 33 min 54 s 25      |
| -                     | -              | 100 m haies       | Elisabeth Davin       | 13 s 67             |
| Damien Broothaerts    | 13 s 91        | 110 m haies       | -                     | -                   |
| Piet Deveughele       | 52 s 02        | 400 m haies       | Joke Mortier          | 59 s 73             |
| Pieter Desmet         | 8 min 32 s 91  | 3 000 m steeple   | Stephanie De Croock   | 10 min 17 s 67      |
| Stijn Stroobants      | 2,11           | Saut en hauteur   | Sabrina De Leeuw      | 1,77                |
| Kevin Rans            | 5,20           | Saut à la perche  | Irena Dufour          | 4,11 (nat. rec.)    |
| Gert Messiaen         | 7,41           | Saut en longueur  | Caroline Lahaye       | 5,97                |
| Michael Velter        | 15,83          | Triple saut       | Jessica Van De Steene | 12,54               |
| Wim Blondeel          | 18,88          | Lancer du poids   | Veerle Blondeel       | 15,85               |
| Jo Van Daele          | 60,91          | Lancer du disque  | Veerle Blondeel       | 55,89               |
| Marc Van Mensel       | 69,35          | Lancer du javelot | Cindy Stas            | 53,18               |
| Walter De Wyngaert    | 63,35          | Lancer du marteau | Patricia Blondeel     | 46,46               |

## Sources
- Ligue Belge Francophone d'Athlétisme